# 纽伦堡法案

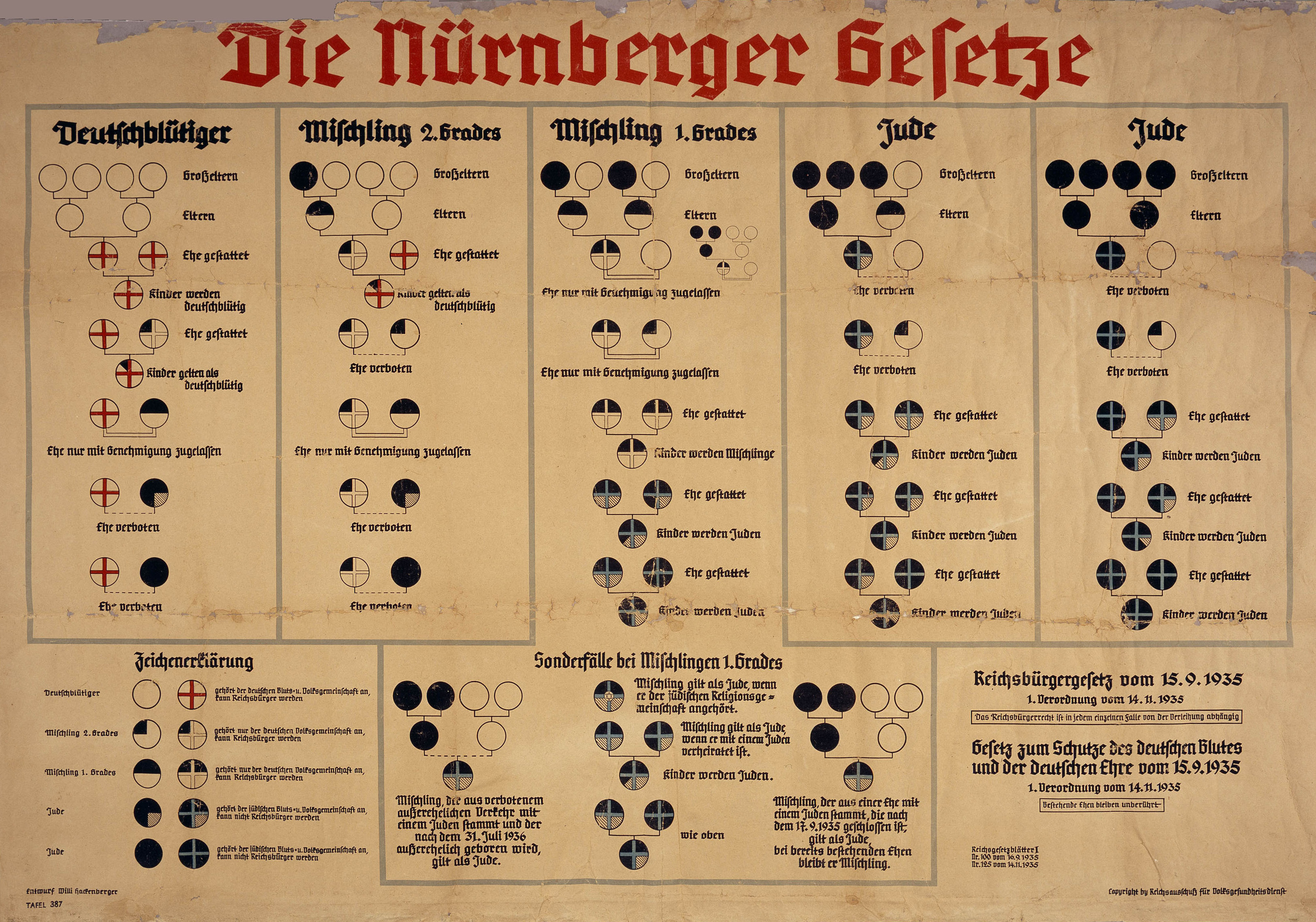
1935年《纽伦堡法案》的伪科学理论示意图。德国种族划分从左向右依次为：德意志血统人，二级混血儿（四分之一犹太），一级混血儿（二分之一犹太），和猶太人（四分之三及純種犹太）。图例中也对一级混血儿的根据出生时间进行了定义。另外，可以看到一级混血儿若想与二级混血儿或德意志人结婚需要许可证，而犹太人被禁止与二级混血儿或德意志人结婚。

紐倫堡法案是納粹德國於1935年頒佈的反猶太法律。

## 背景
1935年9月15日，有兩項法律被呈交德國國會通過，合稱《紐倫堡法案》：
- 《保護德國血統和德國榮譽法》

禁止「德國人」（指具有德意志民族血統者，下同）與猶太人結婚或有婚外性行為。
禁止猶太家庭僱用45歲以下的德國女性為家庭傭工。
- 《帝國公民權法》

宣布只有德國人或有相關血統者有資格成為德國公民，褫奪「非德國人」的德國公民權。
其後的補充法令為「猶太人」一詞下定義，如果一個人的祖父母四人中全部或三個是猶太人，則該人在法律上即屬於猶太人。如果一個人的祖父母中僅有兩個或一個是猶太人，則該人屬於「混血兒」（Mischling）。
所有的祖父母是否为“犹太人”则会根据其是否为犹太教社群的成员而自动定义，无论他们是否真正认同犹太教信仰。

## 歷史
第一次世界大戰結束後的一段時期，國家社會主義德國工人黨（納粹黨）是活躍於德國的幾個小黨之一。該黨承諾建立強大的中央政府，擴張日耳曼人的生存空間，綱領包括公開而激進的反猶太主義等。

## 法案规定
| 德语分类名称             | 意思           | 血统                     | 定义                                 |
| ------------------------ | -------------- | ------------------------ | ------------------------------------ |
| Deutschblütiger          | 日耳曼血统     | 德国人                   | 属于日耳曼民族；拥有帝国公民权       |
| Deutschblütiger          | 日耳曼血统     | 八分之一犹太人           | 属于日耳曼民族；拥有帝国公民权       |
| Mischling zweiten Grades | 混血（第二类） | 四分之一犹太人           | 只部分属于日耳曼民族；拥有帝国公民权 |
| Mischling ersten Grades  | 混血（第一类） | 八分之三或二分之一犹太人 | 只部分属于日耳曼民族；拥有帝国公民权 |
| Jude                     | 犹太人         | 四分之三犹太人           | 属于犹太人；没有帝国公民权           |
| Jude                     | 犹太人         | 犹太人                   | 属于犹太人；没有帝国公民权           |

| 日期          | 说明 |
| ------------- | --- |
| 1935年9月15日 | 被认定为“混血”者，如果信仰犹太教会被按“犹太人”对待                                                                                               |
| 1935年9月15日 | 被认定为“混血”者，如果与一个犹太人结婚会被按“犹太人”对待。他们的子女也会被按“犹太人”对待                                                         |
| 1935年9月17日 | 1935年9月17日之后登记的夫妻，如果有一方是犹太人，所有子女都会被认定为“犹太人”。不过1935年9月17日之前登记的夫妻，生下的孩子还是会被认定为“混血”。 |
| 1936年7月31日 | 1936年7月31日以后出生的非婚生子女，如果生父生母中有一方是犹太人，会被认定为“犹太人”。                                                            |

## 战后
二战后纽伦堡审判明确规定，纳粹德国时期颁布的法令为“恶法”，而恶法本身就是非法行为，因此在纽伦堡审判以及以色列对阿道夫·艾希曼的审判中驳回了被告人依据“纽伦堡法案”上诉的可能性。
而在後來的《德國國籍法》（及其前身「西德國籍法」）當中，列明因此法案而被剝奪德籍人士，有權申請恢復德國國籍。

### 引用
1. ↑  Goldhagen 1996，第85頁.
2. 1 2  Nuremberg Laws 1935.